# Fiktionalismus
Der Ausdruck Fiktionalismus bezeichnet in der neueren systematischen Philosophie einen Typ antirealistischer Positionen bezüglich bestimmter Objekte. Diese existieren nicht, sondern sind nur fiktiv.

## Begriffsbestimmung
Fiktionalistische Positionen hinsichtlich eines Sachverhalts oder Gegenstands oder Typs von Objekten x kommen oft in folgendem überein:
1. x existiert nicht tatsächlich
2. Sätze über x sind so zu analysieren, dass sie die Existenz von x implizieren (sie gehen mit einer Existenzpräsupposition bezüglich x einher)
3. stricte dicto sind Sätze über x daher falsch
4. Sprecher akzeptieren Sätze über x
5. Sprecher sind darin gerechtfertigt, Sätze über x zu akzeptieren, etwa aus pragmatischen Gründen
6. in der Rede über x geht es daher gar nicht um „objektive Wahrheit“, sondern um „Fiktion“

## Fiktionalistische Positionen in der Ontologie bzw. Metaontologie
Die Ontologie erklärt, was es in der Realität gibt. Kontroversen bestehen beispielsweise bezüglich der Wahrmacher negativer Existenzaussagen, von Identitätsaussagen, von Aussagen propositionaler Einstellungen, von modaler Rede und fiktionaler Rede (etwa über Einhörner). Für alle diese Problemfälle wurden fiktionalistische Positionen verteidigt.
Teilweise wurde auch ein metaontologischer Fiktionalismus bezüglich normaler Objekte vertreten, so etwa von Peter van Inwagen, Cian Dorr und Gideon Rosen.

## Wahrheitstheoretischer Fiktionalismus
James Woodbridge hat einen generellen Fiktionalismus in der Wahrheitstheorie vertreten.
Auch Schopenhauers Willensphilosophie wurde als fiktionalistisch bezeichnet.

## Mathematischer Fiktionalismus
Auch eine Variante des Nominalismus bezüglich mathematischer Objekte wird als Fiktionalismus bezeichnet; zu den bekannteren Vertretern zählt Hartry Field.

## Fiktionalismus in der Philosophie des Geistes
Auch werden beispielsweise Thesen der Form „Der freie Wille ist eine Illusion, aber es ist pragmatisch sinnvoll, an dieser Illusion festzuhalten.“ als fiktionalistisch bezeichnet.
So vertritt beispielsweise der Neukantianer Hans Vaihinger einen pragmatischen Fiktionalismus, der z. B. die nicht beweisbare Willensfreiheit annimmt, weil sie für das Zusammenleben notwendig ist.

## Fiktionalismus der Moral (Metaethik)
Der Lebensphilosoph Friedrich Nietzsche vertritt einen Fiktionalismus insbesondere bezüglich der Moral. Insgesamt stellt er die Philosophie unter den Primat des Lebens. Vorrangig müsse Wissen dem Leben und der Lebensbejahung dienen. Dazu seien auch Illusionen willkommen. Um sich über die Schrecken des Daseins hinweg zu trösten, brauche der Mensch den schönen Schein der Kunst. Ebenso sei zum Handeln ein „Umschleiertsein durch die Illusion“ notwendig.
Moderne Varianten eines metaethischen Fiktionalismus werden von Richard Joyce, Mark Kalderon, Daniel Nolan, Greg Restall und Caroline West vertreten.

## Fiktionalismus in der Religionsphilosophie
Voltaires Bonmot „wenn Gott nicht existierte, wäre es notwendig, ihn zu erfinden“, kann als Fiktionalismus bezüglich des Theismus bezeichnet werden.
Der amerikanische Pragmatist und Religionsphilosoph William James vertritt einen religiösen Fiktionalismus. Eine Religionsphilosophie des „Als-ob“ findet sich bei Heinrich Scholz.

## Fiktionalismus in der Wissenschaftstheorie
Pierre Duhem hat gezeigt, dass in der Vormoderne der Fiktionalismus bei der Beschreibung astronomischer Phänomene weit verbreitet und in der Astronomie der Scholastik die vorherrschende Denkweise war. Edward Grant hat dies für die Zeit vor Nicolaus Copernicus bestätigt.
Bas van Fraassen vertritt einen allgemeinen Fiktionalismus bezüglich wissenschaftlicher Theorien.